# Lucky Ali
Lucky Ali (Hindi: लकी अली, Urdu: لکی علی, nacido en Bombay el 19 de septiembre de 1958), cuyo nombre verdadero es Maqsood Mehmood Ali (Hindi: मक़सूद महमूद अली, Urdu: مقصود محمود علی), es un cantante, compositor y actor indio. Conocido como la surte del alma, aunque sorprendentemente interpreta sencillamente baladas al estilo melodiosa.

## Biografía
Lucky Ali es el segundo hijo de ocho hermanos, que se hizo conocer como comediante en el evento popular de Bollywood, Mehmood. Su madre fue la actriz Meena Kumari y su hermana Meena Kumari, también actriz. La actriz de Bollywood y bailarina, Minoo Mumtaz, era su tía paterna. Asistió al Manekji Cooper (Kindergarten) (Juhu), una Escuela Escocesa de Bombay, Mumbai, en Hampton Court en Mussoorie, luego al Colegio San Jorge, de Mussoorie, y por último al Bishop Cottons Boys School, Bangalore. Ali fue conocido por servicios sin musulmán estricto. Además afirmó sobre una pieza musical favorita, que se inspiró en el Corán, como recitación.
Su Primera Esposa fue la actriz Jane McCleary Meaghan, Quien actuó en el vídeo Sanam O desde su álbum Sunoh. Ali es padre de dos hijos de su primera esposa - Ta'awwuz y Tasmia. Su Segunda Esposa fue Inaya. Con quien tiebe dos hijo, Sara y Raiyan.

## Discografía
- Sunoh (1996) Solo Music Album - 10 Songs
- Meri Jaan Hindustaan (1996) - 1 Song
- Sifar (1998) Solo Music Album - 10 Songs
- Aks (2001) Solo Music Album - 10 Songs
- Gori Teri Aakhein (2002) - 3 Songs
- Kabhi Aisa Lagta Hai (2004) Solo Music Album - 8 Songs
- Xsuie (2009) Solo Music Album - 8 Songs
- Raasta-Man (2011) Solo Music Album - 11 Songs

## Playback (en cines)
- Dev S/O of Muddegowda (2011) (First Kannada Movie - Playback)[1]
- Anjaana Anjaani (2010) (Hairat Hai)
- Paathshaala (2010) (Bekarar - Playback)
- Road, Movie (2010) (Hindi movie - Playback)
- Bachna Ae Haseeno (2008) (Ahista Ahista - Playback)
- Kaalai (2008) (Tamil movie - Playback)
- Vellitherai (2008) (Tamil movie - playback)
- The Film (2005) (Hindi Movie - Playback)
- Yuva (2004) (Hindi movie - Playback)
- Anand (2004) (Telugu movie - Playback)
- Aayutha Ezhuthu (2004) (Tamil movie - Playback)
- Sye (2004) (Telugu movie - Playback)
- Chupke Se (2003) (Kehte kehte ruk jati hai)
- Boys (2003) (Tamil movie - Playback)
- Kaante (2002) (Hindi movie - Playback and Music for OST Maut)
- Kaho Naa... Pyaar Hai (2000) (Hindi movie - Playback)
- Bhopal Express (1999) (Hindi movie - Playback)
- Dushman Duniya Ka (1996) (Hindi movie - Playback)

## Filmografía
- Rock Shock (2010 film) post production
- Runway (2009)
- Good Luck (2008)
- Kasak (2005)
- Love at Times Square (2003)
- Kaante (2002)
- Sur-The Melody of Life (2002)
- Trikaal (1985)
- Hamare Tumhare (1979)
- Kitaab (1977)
- Ginny Aur Johnny (1976)
- Yehi Hai Zindagi (1977)
- Kunwara Baap (1974)
- Chote Nawaab (1962)